# Monchecourt
Monchecourt (Aussprache [mɔ̃ʃˈkuʁ]) ist eine französische Gemeinde mit 2488 Einwohnern (Stand: 1. Januar 2022) im Département Nord in der Region Hauts-de-France. Sie gehört zum Arrondissement Douai und ist Mitglied im Gemeindeverband Communauté d’agglomération Cœur d’Ostrevent. Die Einwohner werden Monchecourtois und Monchecourtoises genannt.

## Geographie
Die Gemeinde Monchecourt liegt im Nordfranzösischen Kohlerevier, zwölf Kilometer südöstlich von Douai. Umgeben wird Monchecourt von den Nachbargemeinden Masny im Nordwesten und Norden, Auberchicourt im Nordosten, Émerchicourt im Osten, Marcq-en-Ostrevent im Südosten, Fressain im Süden und Südwesten, Villers-au-Tertre im Südwesten und Westen sowie Erchin im Westen und Nordwesten.

## Geschichte
Der Ort wurde im Jahr 1175 als „Manicurt“ erstmals genannt.

## Bevölkerungsentwicklung
| Jahr      | 1962 | 1968 | 1975 | 1982 | 1990 | 1999 | 2006 | 2012 | 2020 |
| Einwohner | 2008 | 1977 | 1790 | 2051 | 2599 | 2900 | 2708 | 2536 | 2508 |

## Sehenswürdigkeiten

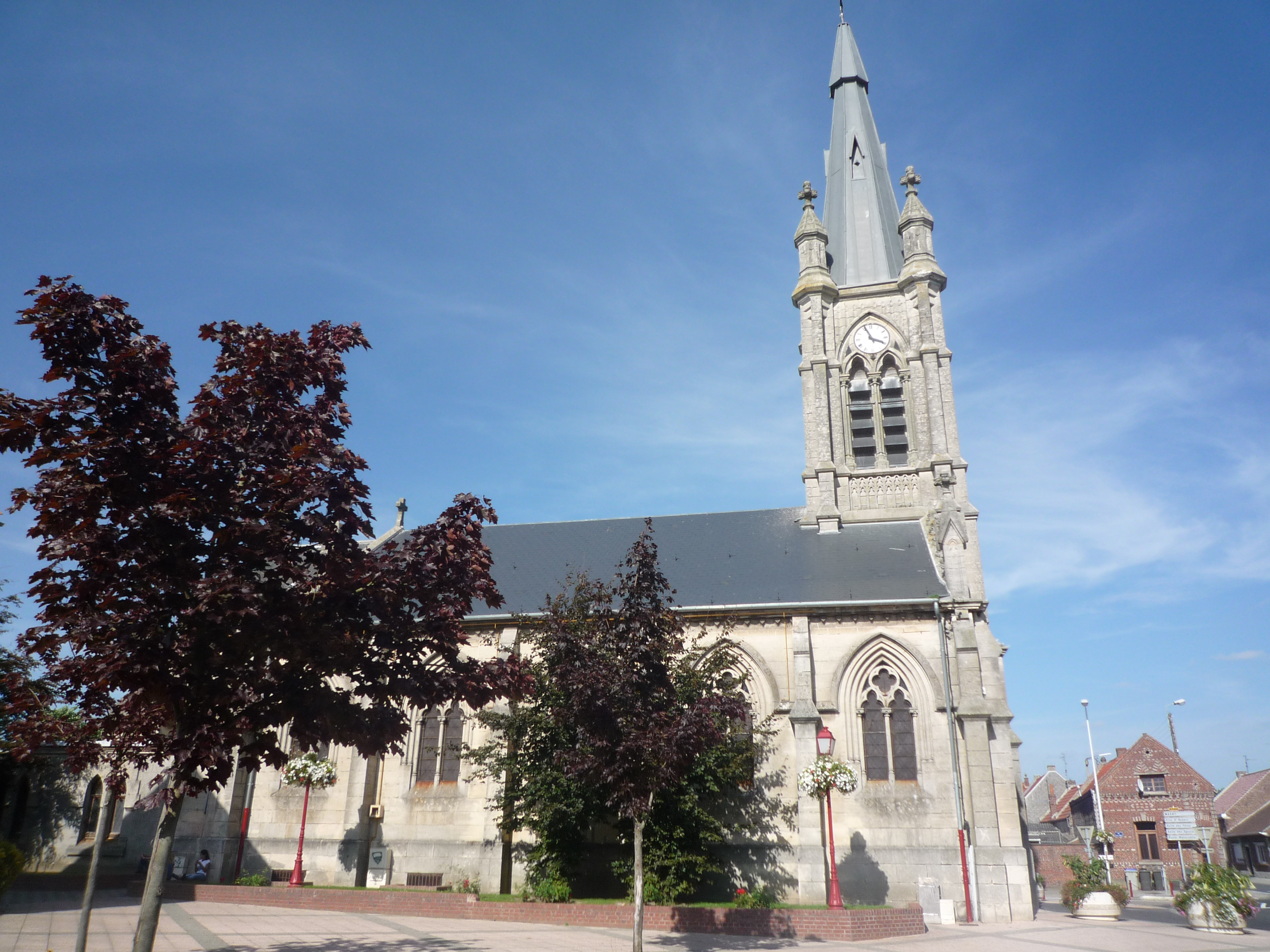
Kirche Saint-Nicolas
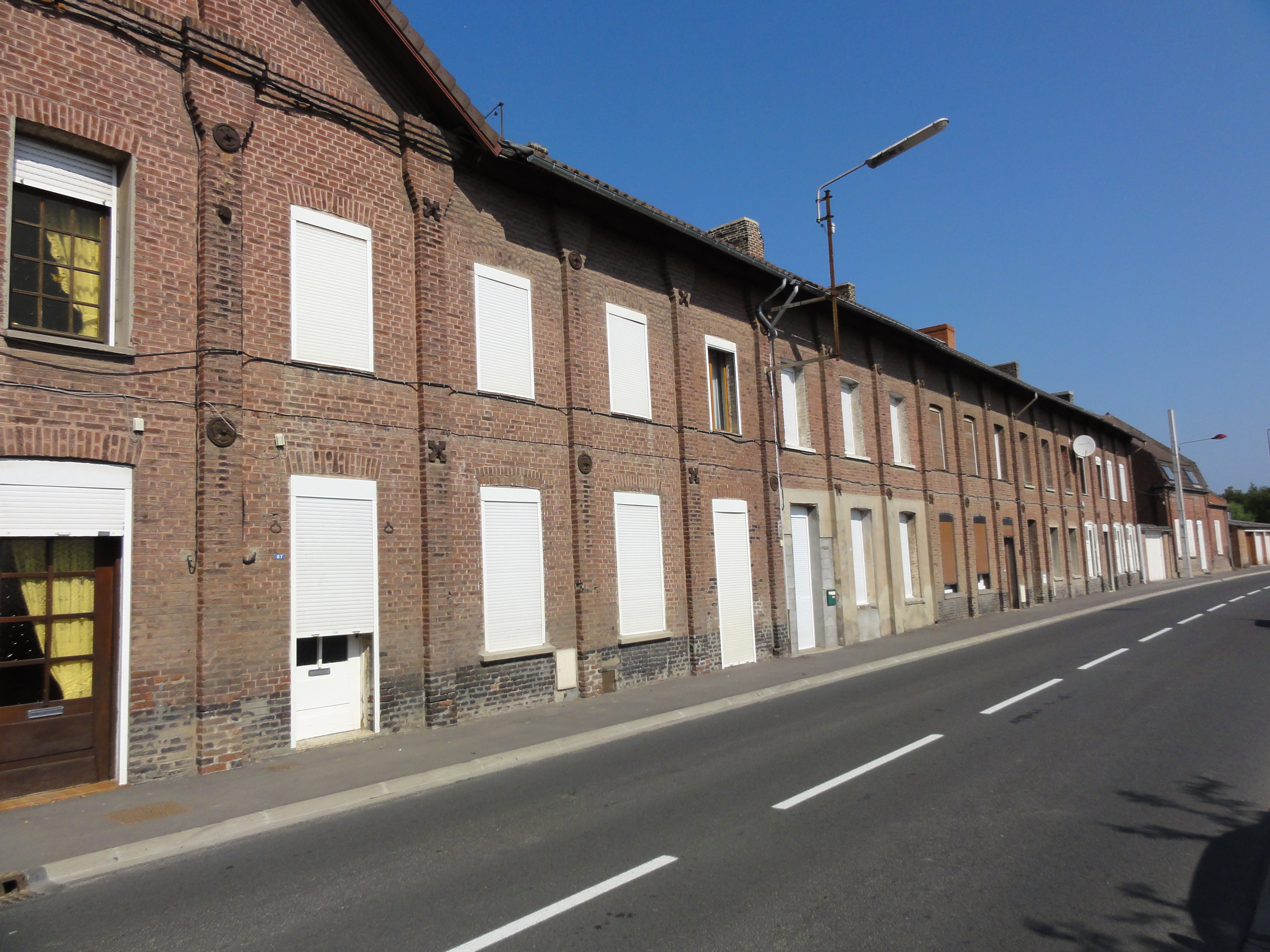
Bergarbeiterhäuser der Zeche Saint-Robert Nr. 1
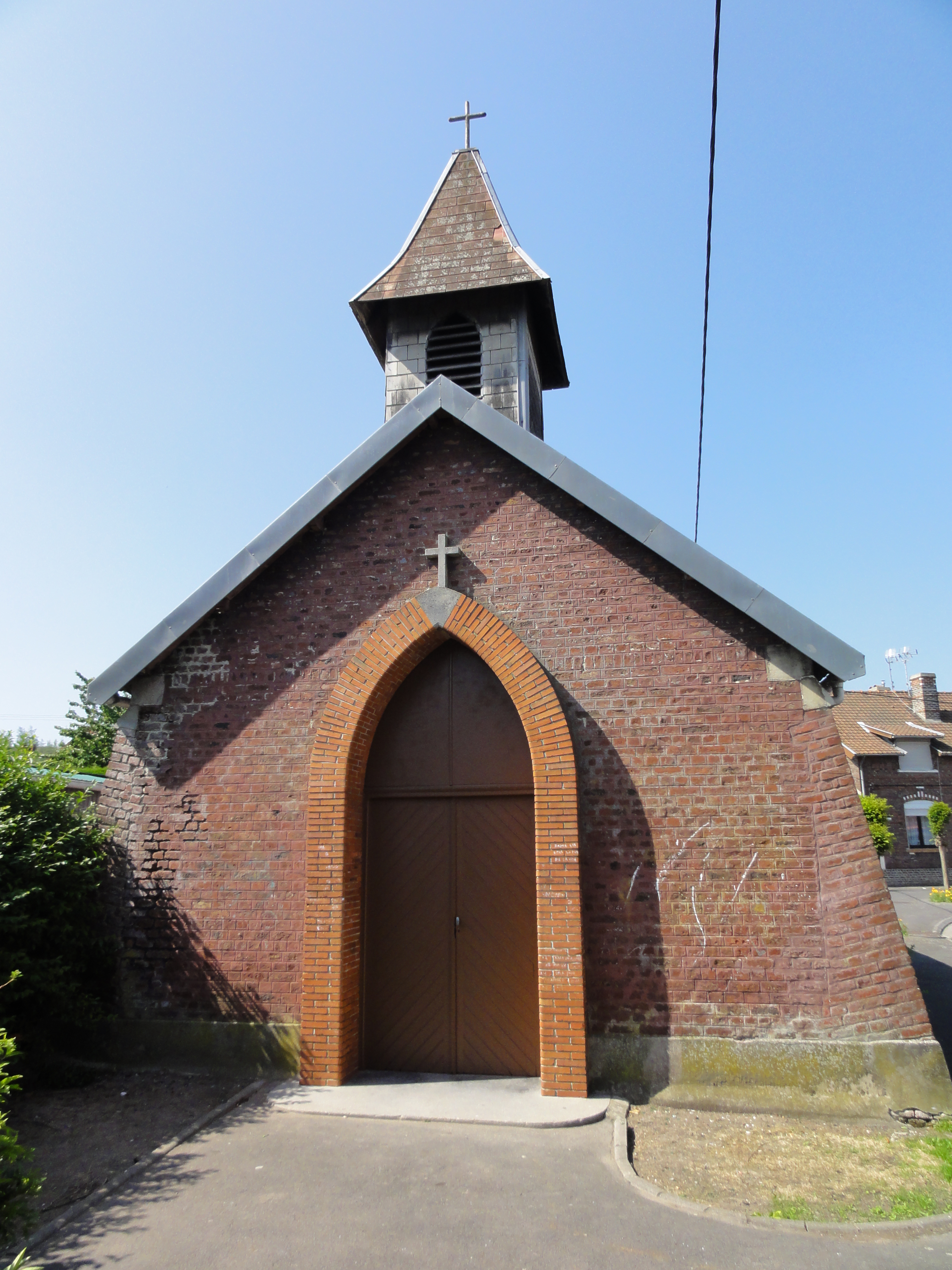
Kapelle in Saint-Robert
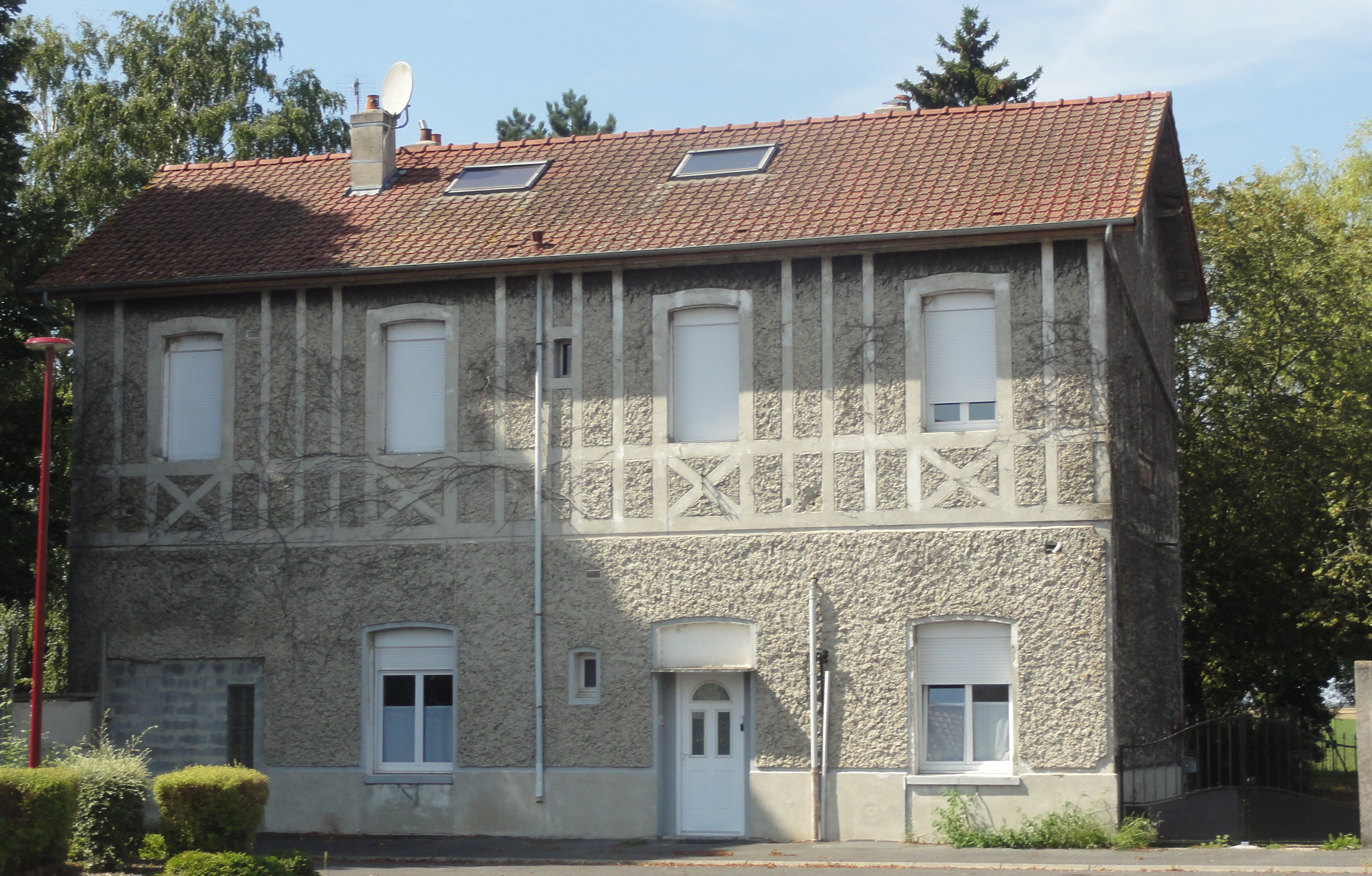
Ehemaliges Bahnhofsgebäude

- Zechen von Monchecourt

- Kirche Saint-Nicolas
- Bergarbeiterhäuser der Zeche Saint-Robert Nr. 1
- Kapelle der Zechensiedlung Saint-Robert
- Ehemaliges Bahnhofsgebäude